# Krananda extranotata
Krananda extranotata là một loài bướm đêm trong họ Geometridae.